# Euphorbia serrula
Euphorbia serrula är en törelväxtart som beskrevs av Georg George Engelmann. Euphorbia serrula ingår i släktet törlar, och familjen törelväxter. Inga underarter finns listade i Catalogue of Life.